# Toivo Nykänen
Toivo Nykänen (né le 19 août 1902 et décédé le 30 mai 1983) est un ancien sauteur à ski et spécialiste finlandais du combiné nordique.

## Résultats

### Jeux olympiques
Blessé, il ne peut participer au combiné nordique aux Jeux olympiques de 1928.

### Championnat du monde
- Il termine 5e du combiné nordique aux Championnats du monde de ski nordique 1926. Il termine meilleur finlandais (19e) du combiné nordique des Championnats du monde de ski nordique 1930.

### Championnat de Finlande
- Il a remporté le Championnat de Finlande de combiné nordique en 1925, 1926 et 1929.
- Il termine 3e du championnat de Finlande de saut à ski en 1931 et en 1932.

### Jeux du ski de Lahti
- Il a remporté cette compétition en 1925 en combiné nordique (no). Il termine 2e en 1924.